# Andrea Annunziata
Andrea Annunziata (San Marzano sul Sarno, 7 febbraio 1955) è un politico italiano, presidente dell’Autorità portuale del Tirreno e sindaco di San Marzano sul Sarno (SA).

## Biografia
Laureato in giurisprudenza, avvocato, è stato esponente del Partito Popolare Italiano e de La Margherita. Alle elezioni politiche del 2001 è stato eletto alla Camera dei deputati nel collegio uninominale di Cava de' Tirreni, in Campania, in rappresentanza della coalizione di centrosinistra. Conclude il mandato parlamentare nel 2006.
Nel governo Prodi II, dal 2006 al 2008, ha ricoperto il ruolo di sottosegretario al ministero dei trasporti. È stato eletto all'assemblea costituente del Partito Democratico nel 2008.
Dal 2008 al 2016 è stato presidente dell'autorità portuale di Salerno e membro del consiglio direttivo di Assoporti, associazione che rappresenta le autorità portuali e i maggiori porti italiani.